# Kosovo en los Juegos Olímpicos
Kosovo en los Juegos Olímpicos está representado por el Comité Olímpico de Kosovo, creado en 1992 y reconocido por el Comité Olímpico Internacional en 2014.
Ha participado en tres ediciones de los Juegos Olímpicos de Verano, su primera presencia tuvo lugar en Río de Janeiro 2016. El país ha obtenido cinco medallas en las ediciones de verano: tres de oro, una de plata y una de bronce.
En los Juegos Olímpicos de Invierno ha participado en dos ediciones, siendo Pyeongchang 2018 su primera aparición en estos Juegos. El país no ha conseguido ninguna medalla en las ediciones de invierno.

## Medallero

### Por edición
| Evento              | Oro | Plata | Bronce | Total |
| ------------------- | --- | ----- | ------ | ----- |
| Río de Janeiro 2016 | 1   | 0     | 0      | 1     |
| Tokio 2020          | 2   | 0     | 0      | 2     |
| París 2024          | 0   | 1     | 1      | 2     |
| TOTAL               | 3   | 1     | 1      | 5     |

| Evento           | Oro | Plata | Bronce | Total |
| ---------------- | --- | ----- | ------ | ----- |
| Pyeongchang 2018 | 0   | 0     | 0      | 0     |
| Pekín 2022       | 0   | 0     | 0      | 0     |
| TOTAL            | 0   | 0     | 0      | 0     |

### Por deporte
Deportes de verano
| Evento | Oro | Plata | Bronce | Total |
| ------ | --- | ----- | ------ | ----- |
| Judo   | 3   | 1     | 1      | 5     |
| TOTAL  | 3   | 1     | 1      | 5     |